# HD23264
HD23264 є хімічно пекулярною зорею спектрального класу
F2 й має видиму зоряну величину в смузі V приблизно 10,1.